# Brajići (Republika Serbska)
Brajići (cyr. Брајићи) – wieś w Bośni i Hercegowinie, w Republice Serbskiej, w gminie Foča. W 2013 roku liczyła 35 mieszkańców.